# Andrée Sodenkamp
 (juillet 2024).
Si vous disposez d'ouvrages ou d'articles de référence ou si vous connaissez des sites web de qualité traitant du thème abordé ici, merci de compléter l'article en donnant les références utiles à sa vérifiabilité et en les liant à la section « Notes et références ».
Maud Andrée Sodenkamp, née à Saint-Josse-ten-Noode le 18 juin 1906 et décédée à Walhain le 27 janvier 2004, est une poétesse belge de langue française. Elle exerça la profession d'inspectrice des bibliothèques publiques.

## Biographie

### Famille
Son père, Henri Sodenkamp, un Hollandais issu d'une famille d'officiers est lieutenant-colonel dans l'armée de Guillaume Ier, roi des Pays-Bas. Il est par ailleurs rédacteur d'un magazine nommé Chasse et pêche, expert aux expositions canines. Sa mère, Blanche-Henriette Leurs quant à elle, est de nationalité belge et âgée de 30 ans de moins que son conjoint. Son père meurt en 1913 suivi la même année par sa mère qui se suicide alors qu'Andrée n'a que six ans. Elle est recueillie par ses grands-parents maternels qui sont gérants d'une petite épicerie à Schaerbeek. Bien que son oncle, commandant attaché d'état-major, soit devenu son tuteur légal, il est tué en octobre 1918 au cours de l'offensive finale d'invasion allemande. Andrée est donc considérée comme « orpheline de guerre. ». Elle demeure chez ses grands-parents jusqu'à l'âge de ses 29 ans. Son grand-père meurt en 1923 et sa grand-mère en 1935. Andrée Sodenkamp se marie en 1938 avec Camille Victor Ghislain Libotte, fermier de profession.

### Études
Déjà très jeune elle écrivait et lisait énormément, ce qui lui avait valu une note de 96 sur 100 pour une de ses compositions. Elle entreprit ses études d'institutrice à Forest. En 1923, elle obtient le brevet d’institutrice et poursuit ses études pour devenir régente littéraire.

### Professions
Elle commence par enseigner à l'école communale de Schaerbeek. Par la suite elle est nommée et affectée à la section primaire du lycée de l'État à La Louvière. En octobre 1936, elle est affectée comme régente littéraire à l'Athénée de l'État à Gembloux, chargée des cours d'histoire, de géographie et de français-littérature. Elle y reste jusqu'en 1959. En 1959, elle devient inspectrice des bibliothèques publiques, désignée par le ministre de l'Éducation nationale Charles Moureaux. Son rôle étant de vérifier et de pondérer les bibliothèques, elle a dans sa juridiction près de 300 bibliothèques. Elle exerce cette profession jusqu'en 1971.

### Œuvre poétique
À quarante-quatre ans, elle publie ses premiers poèmes, poussée par Émilie Noulet (son ancienne professeure) à la suite duquel elle s'inscrit dans une tradition assez classique sacrifiant d’ailleurs longtemps au souci de la forme parfaite. Ses références étaient Mallarmé et Valéry. « Le don poétique est comme à fleur de peau, à fleur des vers. Sa seule présence renverse toutes les théories sur l’art volontaire et l’inspiration surveillée », écrit Émilie Noulet à son propos. À propos de son choix très exigeant et très maîtrisé de forme classique, Marcel Thiry écrit ceci « L’alexandrin d’Andrée Sodenkamp avance du pas des dieux, du pas royal des «Femmes des longs matins» ».
Pourtant, par son tempérament prompt à rejeter tout joug formel et poétique, Andrée Sodenkamp s’apparente davantage à Colette et à la Comtesse de Noailles. Consciente de cette aspiration à la liberté, elle dit la puiser dans une lointaine ascendance tzigane. C'est ainsi qu'elle abandonne peu à peu l’alexandrin pour recourir au vers libre à partir de son recueil C’est au feu que je pardonne où elle recourt au vers libre, plus maniable. Elle demeure néanmoins irréductible à la poésie expérimentale.
Quelle que soit la forme (classique, libre ou en prose) de ses vers, ses contemporains soulignent leur grande musicalité : « Quel bonheur de se laisser bercer par l’une des voix les plus harmonieuses de notre poésie ! Andrée Sodenkamp a d’instinct le sens du vers le mieux cadencé, des rythmes les plus sûrs. Sa force réside justement dans ce naturel » constate Jacques De Decker, à propos de l’anthologie Choix parue en 1980. Pascale Haubreuge le constate aussi à la lecture des Poèmes choisis par l'Académie de Langue et Littérature française de Belgique en 1998 : « On est souvent surpris, en effet, par la limpidité avec laquelle les mots de la poétesse s'emboîtent. Ils sonnent parfois tellement justes qu'ils semblent tombés du ciel ou plutôt montés de terre. ».
Elle aborde plusieurs thématiques tout au long de ses 41 ans de publication. Citons l'Histoire et l'Histoire de l'Art des civilisations prestigieuses du passé, qu'elle enseigne (comme dans Statuettes chinoises extrait de C’est au feu que je pardonne). Les pulsions simples et sauvages comme lorsqu'elle chante avec ardeur l’amour et l’intimité du couple avec tout l'éventail des abandons, des pudeurs, des ivresses, des excès, la chair sublime et la chair triste, jusqu'à l'évocation de la mort. Elle évoque aussi avec talent le monde naturel : « La vie la captive quelle que soit la forme qu’elle prenne : un vol d’hirondelles, un feuillage sonore et profond, les étoiles - l’alphabet de la nuit ». Dans ses premiers recueils, elle est inspirée par sa vie, surtout sa vie en tant que femme, l’amour, la fête, le désir d’exister et par le temps qui passe. Une grande force de vie se dégage de ses poèmes portant paradoxalement en leur germe, dès ses premiers recueils, l’avancée vers la mort, qu'elle assume pleinement « jusqu’à parvenir à faire douter le lecteur quant à l’âge de la femme qui écrit, tant, comme à la fois déjà morte et toujours vivante. (...) Elle aime frôler les limites et les bascule gaiement ». Le malheur des hommes ne la laisse pas non plus indifférente : elle a écrit de bouleversants poèmes sur les horreurs de la guerre. Animée d'une grande curiosité intellectuelle, elle combine rationalisme à une singulière intelligence intuitive dans le traitement de nouveaux sujets comme l’astrophysique. Athée, elle ne se coupe néanmoins pas de la part du mystère et des questions d’ordre ontologique. Norge le souligne à la lecture du recueil C’est au feu que je pardonne, quand il écrit : « Le drame métaphysique ne pouvait vous épargner. C’est le grand sacrement. ». Située volontairement hors du temps, cette voix peut rappeler Marceline Desbordes-Valmore ou Anna de Noailles.
De nombreux critiques ont parlé d’elle, entre autres Louis Daubier, Jean Tordeur, Jacques De Decker (Le Soir), Luc Norin, M.-L. Bernard-Verant (La Libre Belgique), Francine Ghysen (Femmes d’Aujourd’hui), André Gascht, Luc Bérimont (dans Le Figaro Littéraire).

### Connaissances ou cercle de poètes
Maurice Carême lit ses poèmes et fait connaître Andrée Sodenkamp à un cercle de poètes qui eux-mêmes l'ont fait connaître à leurs amis. Il y eut Anne-Marie Kegels, Lucienne Desnoues, Jean Mogin, Charles Vildrac, Henri Clouard, Pierre della Faille, Jeanine Moulin, Marie-Claire d'Orbaix, Sophie Deroisin, Marianne Pierson-Piérart, Marcel Thiry, Albert Ayguesparse, André Gascht, Edmond Vandercammen, Andrée Chedid, Gisèle Prassinos, René Ménard, Anise Koltz, Raymond-Jean Lenoble.

## Œuvres

### Poésie
- Des oiseaux à tes lèvres, Charleroi, Paule Héraly, 1950.
- Sainte terre Paris, Librairie des Lettres, 1954. (préface de Maurice Carême).
- Les Dieux obscurs, Bruxelles, Éd. des Artistes, 1958.
- Femmes des longs matins, Bruxelles, André De Rache, 1965, 2e Éd. 1969.

- Et l'amour brûle (1972) : Anthologie bilingue de poèmes d'Andrée Sodenkamp
- La Fête debout, Bruxelles, André De Rache, 1973.
- Autour de moi-même, Bruxelles, André De Rache, 1976.
- Choix, Anthologie, André De Rache, 1980, 2é éd. 1981.
- C'est au feu que je pardonne, Bruxelles, André De Rache, 1984.
- C'était une nuit comme une autre, Amay, L’Arbre à Paroles, 1991.
- Poèmes, Le Cri, Bruxelles, 1991.
- Andrée Sodenkamp, Poèmes choisis, portrait par Carl Norac, préface de Liliane Wouters, Académie royale de langue et de littérature françaises de Belgique, collection Poésie théâtre roman, 1998.

### Impressions de voyage
- A rivederci Italia, Bruxelles, André De Rache, 1965.

## Prix littéraires
Elle obtint de nombreux prix littéraires :
- Prix Renée-Vivien (réservé à une femme, française ou étrangère, ayant publié un ou plusieurs volumes de vers) pour Sainte Terre, en 1954
- Prix de la Province de Brabant, en 1958 pour Les Dieux obscurs (premier lauréat reçoit 3 000 euros pour encourager les artistes.)
- Prix triennal de Littérature, en 1968 pour Femmes des longs matins (un montant de 7 500 euros, ce prix récompense tous les trois ans un auteur pour un recueil de poèmes.
- Prix Desbordes-Valmore, en 1970[6]
- Prix Van Lerberghe, en 1972 pour Femmes des longs matins
- Prix Louise-Labé (récompense la poésie francophone et donne l’essor à un poète ayant déjà publié deux ou trois recueils remarqués mais dont l’auteur est peu connu)
- Prix Auguste-Beernaert de l'Académie royale, en 1982 (ce prix est destiné à un auteur belge ou naturalisé qui aura produit l'œuvre la plus remarquable sans distinction de genre ou de sujet)
- Prix des Amitiés françaises, en 1984 pour Choix
- Le grand prix de la SABAM, en 1984 pour C'est au feu que je pardonne.

### Hommage
La bibliothèque de Gembloux a été baptisée Bibliothèque Andrée-Sodenkamp pour rendre hommage à cette dernière qui était une citoyenne d'honneur de la ville.